# Noordzijderpolder (Bodegraven)
De Noordzijderpolder of Noordzijdsche polder is een polder in de provincie Zuid-Holland ten oosten van Bodegraven. De polder ligt noordelijk van de Oude Rijn en maakt deel uit van het grootste nog onbebouwde en niet door wegen doorsneden veenweidegebied van Zuid-Holland.
De polder wordt bemaalt door het gemaal Noordzijderpolder en gemaal Meijepolder en valt onder waterschap De Stichtse Rijnlanden. Tot 1975 werd het waterbeheer uitgevoerd door Groot-Waterschap van Woerden.